# Acacia pallidifolia
Acacia pallidifolia é uma espécie de leguminosa do gênero Acacia, pertencente à família Fabaceae.